# عملیات نمسیس
عملیات نمسیس (به ارمنی Նեմեսիս գործողություն - به انگلیسی Operation Nemesis)، یک عملیات مخفی بود که برخی اعضاء برجسته فدراسیون انقلابی ارمنی، حکم مرگ رهبران سیاسی دولت عثمانی را به اجرا درآوردند. آنان نقش فعالی در برنامه‌ریزی و دستور صدور قتل‌عام ارمنی‌ها داشته و از سوی دادگاه‌های نظامی ترکی سالهای ۱۹۱۹ تا ۱۹۲۰ محاکمه شده بودند. این عملیات که به عنوان عملیات نمسیس شناخته شد برای تعقیب چنین رهبرانی در سطح جهان ادامه یافت و حداقل ده نفر از این رهبران که چهار نفر از آنان رهبران سیاسی جمهوری دمکراتیک آذربایجان که مسئولین قتل‌عام ارمنی‌های باکو بودند کشته شدند.

## پیش زمینه
بعد از پیروزی نیروهای متفقین در جنگ جهانی اول؛ دولت ترکیهٔ عثمانی به منزلهٔ متحد امپراتوری آلمان اقدام به امضای متارکه مودروس کرد. حکومت عثمانی، به سرکردگی حزب ترک‌های جوان، به‌طور کامل ساقط شد. دولت مغلوب عثمانی، که در اکتبر ۱۹۱۸ تسلیم متفقین شد، از یک سو از ترس اینکه مبادا شرایط سهمگین تر و سنگین تری از سوی دول فاتح بر امپراتوری تحمیل شود و از سوی دیگر برای فرونشاندن خشم متفقین و ایجاد وجهی مطلوبتر در دنیا اقدام به برپایی محاکمهٔ عاملان تُرک جنایات جنگی کرد. پس از جنگ جهانی اول بسیاری از این افراد توسط خود مقامات تُرک محاکمه و مجرم شناخته شدند ولی به کیفر نرسیدند.

## عملیات

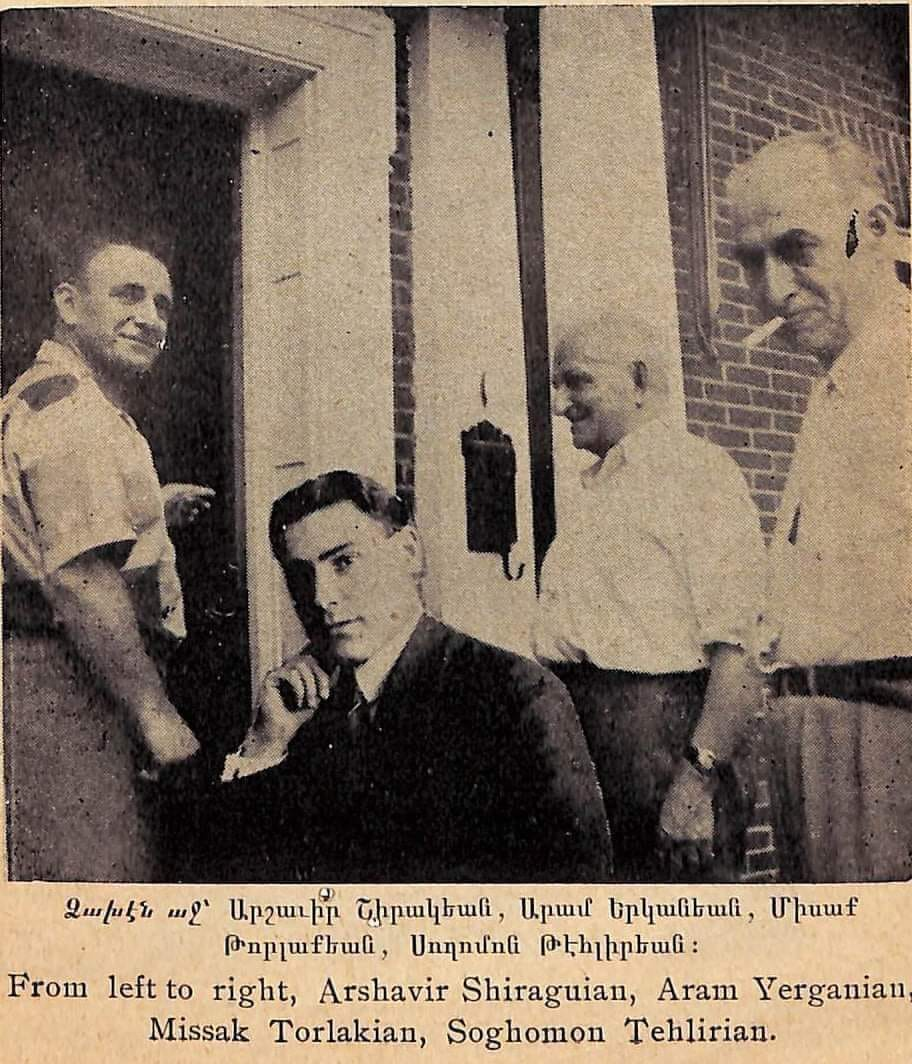

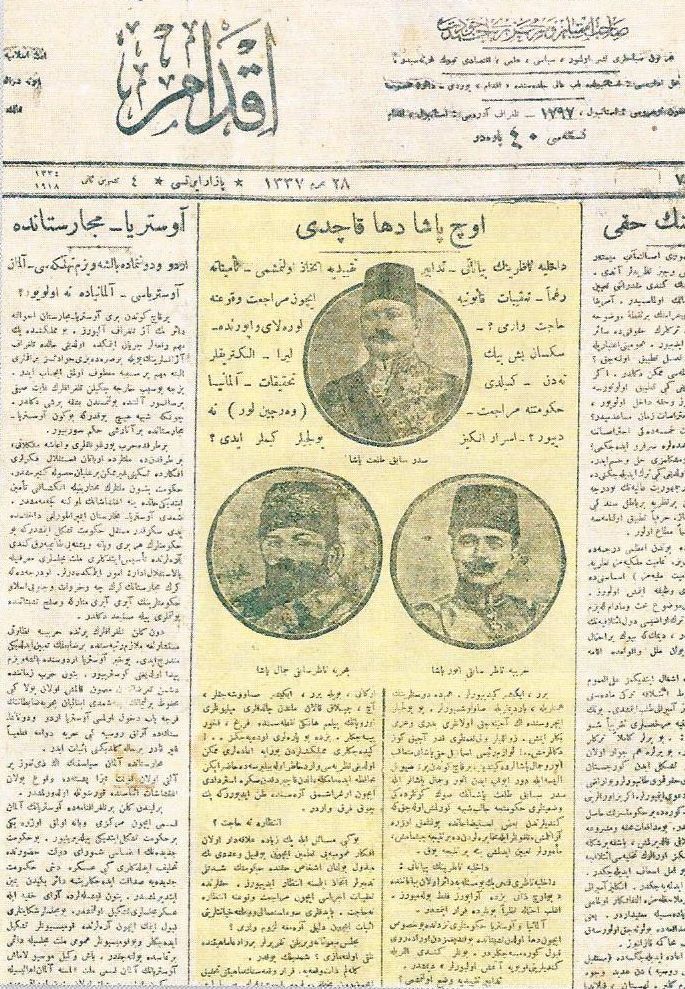
صفحه اول روزنامه ایکدام، در ۴ نوامبر ۱۹۱۸ میلادی، اعلام نمود که سه پاشای دولت عثمانی (جمال، طلعت و انور) از کشور گریختند.

برخی اعضاء برجسته فدراسیون انقلابی ارمنی، حکم مرگ رهبران سیاسی دولت عثمانی را به اجرا درآوردند. آنان نقش فعالی در برنامه‌ریزی و دستور صدور قتل‌عام ارمنی‌ها داشته و از سوی دادگاه‌های نظامی تُرکی سالهای ۱۹۱۹ تا ۱۹۲۰ محاکمه شده بودند. این عملیات که به عنوان عملیات نمسیس شناخته شد برای تعقیب چنین رهبرانی در سطح جهان ادامه یافت. رهبری عملیات بر عهده شاهان ناتالی و آرمن گارو بود. نام عملیات (نمسیس) از الههٔ اساطیر یونان گرفته شده‌است.

## فهرست
| تاریخ          | هدف               | مکان            | اجرای حکم مرگ                                                                 | توصیف |
| -------------- | ----------------- | --------------- | ----------------------------------------------------------------------------- | --- |
| ۳۱ مه، ۱۹۲۰    | نصیب یوسف بی      | باکو            | -                                                                             | وزیر امور آموزش و پرورش و مذهبی جمهوری دمکراتیک آذربایجان که یکی از مصوبین قتل‌عام ارمنی‌های باکو بود. |
| ۱۹ ژوئن، ۱۹۲۰  | فتحعلی‌خان خویسکی  | تفلیس، گرجستان  | اجرای حکم مرگ توسط آرام یرگانیان                                              | اولین نخست‌وزیر جمهوری دمکراتیک آذربایجان و وزیر ۳ کابینه |
| ۱۹ ژوئیه، ۱۹۲۰ | حسن بیگ آغایف     | تفلیس، گرجستان  | اجرای حکم مرگ توسط آرام یرگانیان                                              | معاون رئیس مجلس ملی جمهوری دمکراتیک آذربایجان یکی از مصوبین قتل‌عام ارمنی‌های باکو بود. |
| ۱۵ مارس، ۱۹۲۱  | طلعت پاشا         | برلین، آلمان    | اجرای حکم مرگ توسط سوقومون تهلیریان                                           | یکی از رهبران حزب اتحاد و ترقی و وزیر امور داخلی و در نهایت در سال ۱۹۱۸ میلادی به مقام نخست‌وزیری دولت عثمانی نایل گشت.                                                                                                   |
| ۱۸ ژوئیه، ۱۹۲۱ | بهبود خان جوانشیر | قسطنطنیه، ترکیه | اجرای حکم مرگ توسط میساک تورلاکیان                                            | وزیر امور داخلی جمهوری دمکراتیک آذربایجان و معاون وزیر تجارت و صنعت. |
| ۵ دسامبر، ۱۹۲۱ | سعید حلیم پاشا    | رم، ایتالیا     | اجرای حکم مرگ توسط آرشاویر شیراکیان                                           | وزیر امپراتوری عثمانی |
| ۱۷ آوریل، ۱۹۲۲ | جمال عزمی         | برلین، آلمان    | اجرای حکم مرگ توسط آرشاویر شیراکیان و آرام یرگانیان                           | سیاستمدار عثمانی و فرماندار ولایت ترابزون در طول جنگ جهانی اول و سال‌های پایانی امپراتوری عثمانی بود. او به عنوان «قصاب ترابزون» شناخته شده بود. او ۱۵۰۰۰ زن و کودک ارمنی شهر ترابزون را در دریا غرق یا زنده زنده سوزاند. |
| ۱۷ آوریل، ۱۹۲۲ | بهاءالدین شاکر    | برلین، آلمان    | اجرای حکم مرگ توسط آرشاویر شیراکیان و آرام یرگانیان                           | یکی از رهبران اصلی حزب اتحاد و ترقی |
| ۲۲ ژوئیه، ۱۹۲۲ | جمال پاشا         | تفلیس، گرجستان  | اجرای حکم مرگ توسط «پطروس تر-بوغوسیان»، «آرتاشس گورکیان» و «استپان دزاقیگیان» | فرمانده نیروی دریایی امپراتوری عثمانی و فرمانروای شامات (سوریه و لبنان) در آغاز شورش اعراب در زمان جنگ جهانی اول و همچنین شهردار استانبول بود.                                                                           |
| ۴ آگوست، ۱۹۲۲  | اسماعیل انور      | تاجیکستان       | اجرای حکم مرگ توسط هاکوپ ملکومیان                                             | از فرماندهان رده بالای ارتش عثمانی و رهبر قیام ترکان جوان بود. او فرماندهی کل ارتش عثمانی را هم در جنگ بالکان و هم در جنگ جهانی اول بر عهده داشت.                                                                        |

## ترور خائنین
| تاریخ         | هدف               | مکان     | اجرای حکم مرگ    | توصیف |
| ------------- | ----------------- | -------- | ---------------- | --- |
| ۱۹۲۰          | هاروتیون مکرتچیان | قسطنطنیه | سوقومون تهلیریان | رئیس پلیس مخفی دولت عثمانی بود. |
| ۲۷ مارس، ۱۹۲۰ | واهه یسائیان      | قسطنطنیه | آرشاویر شیراکیان | خائن واهه یسائیان مأمور دولت عثمانی بود و مأموریت آن تهیه لیست کاملی از روشنفکران ارمنی قسطنطنیه بود، که همه آن روشنفکران توسط دولت به قتل رسیدند. |
| ۱۹۲۰          | آرشاویر هاسیان    | قسطنطنیه | آرشاک یزدانیان   | خائن آرشاویر هاسیان باعث به دار آویخته شدن ۲۱ نفر از اعضاء حزب سوسیال دموکرات هنچاکیان در ۱۵ ژوئن ۱۹۱۵ میلادی شد.                                  |

## کتاب

کتاب عملیات نِمِسیس

- کتاب عملیات نِمِسیس، نویسنده: ایساک یونانسیان،انتشارات:معارف، نوبت چاپ اول سال ۱۳۹۷